# Jacqueline Lorthiois
Jacqueline Lorthiois, née Béghin à Neuilly-sur-Seine le 26 décembre 1946 et morte à Paris le 31 décembre 2024, est une urbaniste et socio-économiste française, militante et engagée.

## Biographie
Diplômée de Sciences Po Paris (Emploi et Développement d’entreprises), économiste (DESE CNAM) et urbaniste (Paris VII - Aménagement du territoire), Jacqueline Lorthiois fut conseillère technique dans plusieurs cabinets ministériels (dont l’emploi et l’aménagement du territoire) et délégations (Cohésion Sociale, Économie sociale et solidaire). Elle fut aussi urbaniste à la Direction départementale de l'Équipement du Val-d’Oise et à partir de 1995, enseigna au Master Conseil en Collectivités Territoriales (Paris XIII), à l’IUP Développement Territorial (Paris VIII ) et au centre de formation continue de l’ANPE Ile-de-France, ainsi qu’au CNFPT.
Elle fut aussi responsable d’un bureau d’études et de conseil pour les collectivités territoriales.
Militante, en 1977, elle cofonde le Mouvement de l’habitat groupé autogéré, qui fut parmi les premières expériences d’habitat participatif et de coopératives d’habitants. En 1992, elle cofonde la coopérative Réseau de l’économie alternative et solidaire (REAS). Le 13 juillet 1999, elle est nommée au grade de chevalier dans l'ordre national de la Légion d'honneur au titre de « socio-économiste, spécialiste de questions d'environnement ; 30 ans d'activités professionnelles et associatives ». En 2015, elle est candidate aux élections départementales dans le Val-d'Oise pour EELV. Depuis 2013, elle est une figure importante du Collectif Pour le Triangle de Gonesse (CPTG), engagée contre le projet d’Europacity, et pour de la sauvegarde des terres agricoles franciliennes. Elle dénonce par ailleurs ce qu’elle appelle « l’imposture du Grand Paris Express », sujet de son dernier livre : “L'imposture du Grand Paris Express, un éléphant blanc qui trompe énormément”, publié en collaboration avec Jean-Pierre Orfeuil, Harm Smit et Jean Vivier.

## Publications

### Ouvrages et articles
- Le travail en question Pour N° 137-138 Éditions L'Harmattan, janvier 1993[9]
- Rapport sur l’innovation sociale, 600 pages, 3 volumes, Délégation interministérielle à l’innovation sociale et à l’économie sociale, 1996[10]
- Pas d’Économie solidaire sans alternative, in « L’économie solidaire », POUR, n°172, décembre 2001[11].
- Économie solidaire, oui, mais pas sans alternative, De la Françafrique à la mafiafrique, 2002/3 no21-22[10].
- Diagnostic local de ressources, éditions du Papyrus, 1996 réédité en 2003,
- Le foncier agricole : un enjeu conflictuel en Plaine de France, 2013[12]
- Balayer les idées reçues sur l’emploi et le travail, Éditions Profession Banlieue, 2018[13]

### Autres références
- « Jacqueline, les minutes essentielles », Émission du 25 décembre 2009 de Daniel Mermet sur France Inter “Là bas si j’y suis”[14]
- Jacqueline Lorthiois & Harm Smit, « Les écueils du Grand Paris Express », Métropolitiques, 27 juin 2019 [15]